# Ruth Lorenzo
Ruth Lorenzo Pascual (ur. 10 listopada 1982 w Murcji) – hiszpańska piosenkarka i aktorka. Reprezentantka Hiszpanii w 59. Konkursie Piosenki Eurowizji (2014).

## Życiorys
W dzieciństwie była fanką musicalu mAnnie, który zainspirował ją do śpiewania. W wieku sześciu lat odkryła muzykę katalońskiej diwy operowej, Montserrat Caballé, której twórczość zachęciła ją do wykonywania utworów operowych. Sześć lat później przeprowadziła się z rodziną do Stanów Zjednoczonych, gdzie brała udział w lokalnych konkursach muzycznych i zagrała główne role w musicalach Upiór w operze i My Fair Lady. Kiedy skończyła 16 lat, wraz z rodzicami wróciła do Hiszpanii. Kontynuowała pobieranie lekcji śpiewu, które musiała przerwać z powodu problemów finansowych jej rodziców. W wieku 19 lat dołączyła do składu zespołu rockowego. W 2002 wzięła udział w przesłuchaniach w drugiej edycji programu Operación Triunfo. W celu dalszego rozwijania się z zespołem, zrezygnowała z pracy w rodzinnej firmie. Po trzech latach koncertowania grupa się rozpadła, a Lorenzo podpisała kontrakt z wytwórnią Polaris World, w której pracowała jako konsultantka ds. dobrego wizerunku.

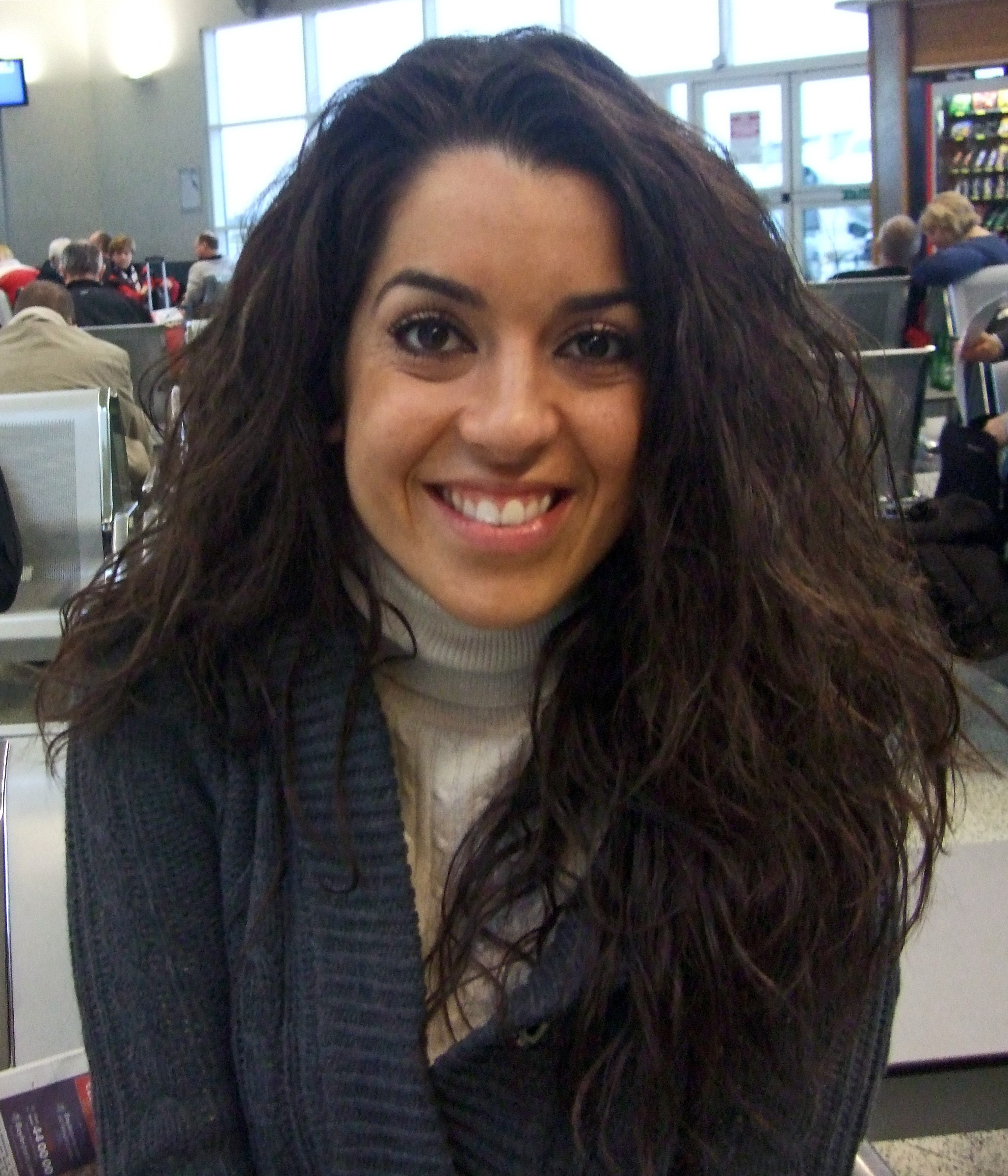
Lorenzo (2008)

W 2008 zajęła piąte miejsce w piątej brytyjskiej edycji programu The X Factor. Na przełomie 2008 i 2009 wyruszyła w trasę koncertową po Wielkiej Brytanii i Irlandii, a 20 stycznia 2009 wystąpiła podczas ceremonii Spirit of Northern Ireland Awards. Przez kolejne dwa miesiące śpiewała podczas trasy X Factor Live i otrzymała nominacje do trzech nagród Digital Spy Reality TV Awards. Pod koniec kwietnia wystąpiła na uroczystości Bubblegum Clubs 15th Anniversary Party w barze The Dandelion w Dublinie, a 6 maja ogłosiła podpisanie kontraktu wydawniczego i zapowiedziała premierę debiutanckiej płyty. Do współpracy nad albumem zaprosiła Stevena Tylera, lidera zespołu Aerosmith. W tym czasie otrzymała od telewizji Cuatro propozycję nagrania piosenki do serialu Valientes; na ścieżce dźwiękowej produkcji znalazły się dwa utwory Lorenzo – „Quiero ser Valiente” (w czołówce) i „Te puedo ver” (w napisach końcowych). W lipcu tego samego roku poinformowała, że napisała piosenki na nowy album Dannii Minogue, swojej mentorki z The X Factor. Potwierdziła także koniec współpracy z wytwórnią Virgin Records/EMI z powodu „różnic twórczych” i plany nagrania debiutanckiego albumu jako niezależna artystka.
W 2011 podpisała umowę ze stroną internetową indiegogo.com, której czytelnicy mieli szansę sfinansować wydanie jej debiutanckiego singla poprzez nakręcenie teledysku i usługi marketingowo-wizerunkowe. Płytowa wersja singla, która miała krajową premierę 27 lipca, zawierała utwór „Burn” i jego akustyczną wersję oraz piosenkę „Eternity”. Obie propozycje były coverami numerów napisanych na potrzeby albumu Francisa „Caiyo” Rodino pt. Circles and Squares z 2009. Po premierze wokalistka skompletowała zespół o nazwie The Raspberry Pattern. W 2012 opublikowała single: „The Night” i „Love is Dead”; drugi wydała pod szyldem niezależnej wytwórni muzycznej H&I Music. Pod koniec 2013 podpisała kontrakt z wydawcą Roster Music.

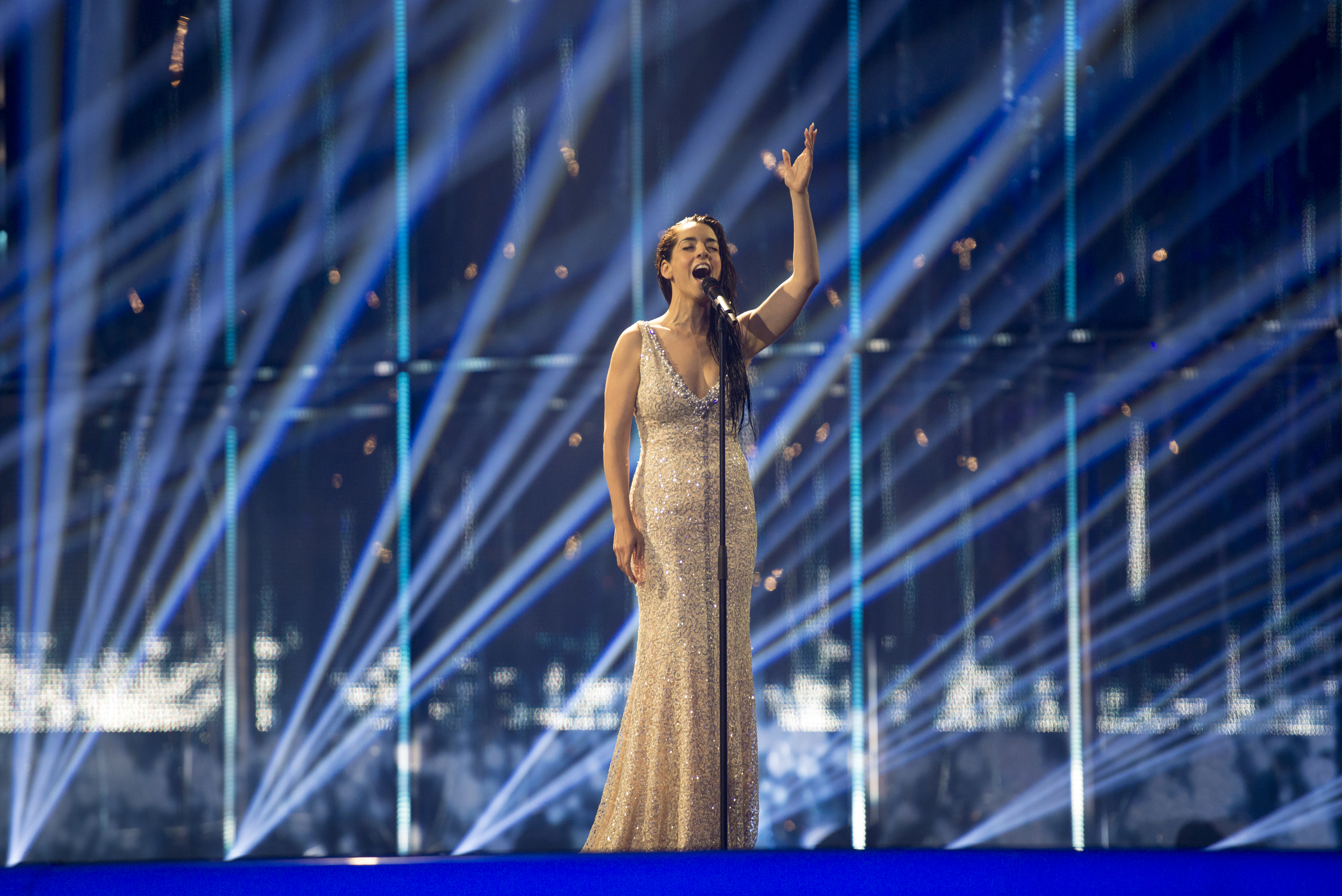
Lorenzo w finale 59. Konkursu Piosenki Eurowizji, maj 2014

W lutym 2014 z utworem „Dancing in the Rain” zwyciężyła w finale programu Mira quién va a Eurovisión i, reprezentując Hiszpanię, zajęła 10. miejsce w finale 59. Konkursu Piosenki Eurowizji w Kopenhadze. 27 października 2014 wydała debiutancki album studyjny pt. Planeta Azul.
W 2016 ustanowiła rekord Guinnessa, grając w ramach trasy koncertowej Un récord por ellas osiem koncertów w trakcie 12 godzin.
W listopadzie 2024 współprowadziła 22. Konkurs Piosenki Eurowizji Junior w Madrycie wraz z Marcem Clotetem i Melanią García.

## Dyskografia
Albumy studyjne
| Rok  | Dane dot. albumu                                                                                     | Najwyższa pozycja na liście |
| Rok  | Dane dot. albumu                                                                                     | ESP                         |
| ---- | --- | --------------------------- |
| 2014 | Planeta Azul - Wydany: 27 października 2014 - Wytwórnia: Roster Music - Format: CD, digital download | 8                           |
| 2018 | Loveaholic - Wydany: 9 marca 2018 - Wytwórnia: Raspberry Records - Format: CD, digital download      | 9                           |

Single
| Rok                                        | Tytuł                 | Najwyższe pozycje na listach | Najwyższe pozycje na listach | Najwyższe pozycje na listach | Najwyższe pozycje na listach | Najwyższe pozycje na listach | Album        |
| Rok                                        | Tytuł                 | ESP                          | AUT                          | GER                          | IRL                          | SWI                          | Album        |
| ------------------------------------------ | --------------------- | ---------------------------- | ---------------------------- | ---------------------------- | ---------------------------- | ---------------------------- | ------------ |
| 2011                                       | „Burn”                | 16                           | –                            | –                            | –                            | –                            | –            |
| 2013                                       | „The Night”           | –                            | –                            | –                            | –                            | –                            | –            |
| 2013                                       | „Love Is Dead”        | –                            | –                            | –                            | –                            | –                            | –            |
| 2014                                       | „Dancing in the Rain” | 5                            | 69                           | 54                           | 75                           | 69                           | Planeta Azul |
| 2014                                       | „Gigantes”            | 6                            | –                            | –                            | –                            | –                            | Planeta Azul |
| 2015                                       | „Renuncio”            | 48                           | –                            | –                            | –                            | –                            | Planeta Azul |
| 2015                                       | „99”                  | 9                            | –                            | –                            | –                            | –                            | Planeta Azul |
| „–” oznacza, że pozycja nie była notowana. |                       |                              |                              |                              |                              |                              |              |

Ścieżki dźwiękowe
| Rok  | Utwór                    | Produkcja                                                        |
| ---- | ------------------------ | ---------------------------------------------------------------- |
| 2010 | „Quiero ser valiente”    | Ścieżka dźwiękowa serialu Valientes                              |
| 2010 | „Te puedo ver”           | Ścieżka dźwiękowa serialu Valientes                              |
| 2014 | „Hechicero”              | Ścieżka dźwiękowa serialu Juan Mariné, La Aventura De Hacer Cine |
| 2015 | „Mi gran noche” (z Roko) | Ścieżka dźwiękowa serialu Cámbiame Premium                       |